# قطار مغناطيسي معلق

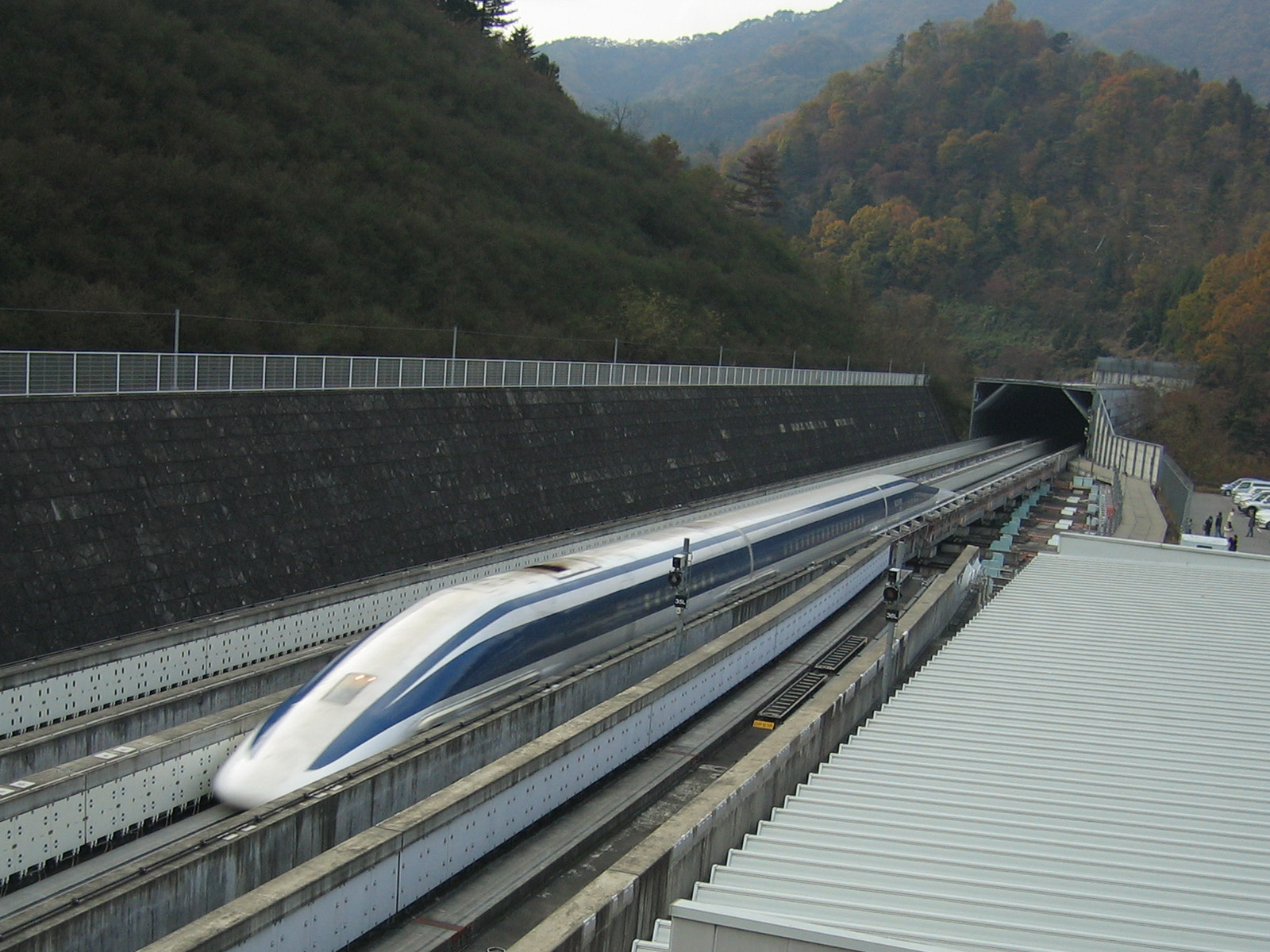
القطار المغناطيسي -Maglev

القطار المغناطيسي المعلق أو ما يعرف اختصارا بالماجليف "Maglev" وهي اختصار Magnetic levitation، هو قطار يعمل بقوة الرفع المغناطيسية. أي يعتمد في عمله على المغناطيس إذ لا يحتوي على محركات ميكانيكية ولا يسير على قضبان حديدية، لذا فهو يطفو في الهواء معتمدا على وسادة مغناطيسية يعمل على تكوينها مجالات كهرومغناطيسية قوية. تمتاز هذه القطارات بسرعتها العالية التي تصل إلى 550 كم \ساعة، (نظريا يمكن أن تبلغ سرعته 1700 كلم\س).
يعتبر القطار المغناطيسي السريع أول ابتكار جوهري في تقنية بناء السكك الحديدية منذ صناعة القطارات الأولى وهو أول نظام للسكك يتحرك إلى الأمام دون الحاجة إلى عجلات ومحاور وبالتالي دون احتكاك، إنها بمعنى آخر تخلي التقنية الميكانيكية عن مكانها لصالح التقنية الإلكترونية.

## مبدأ العمل

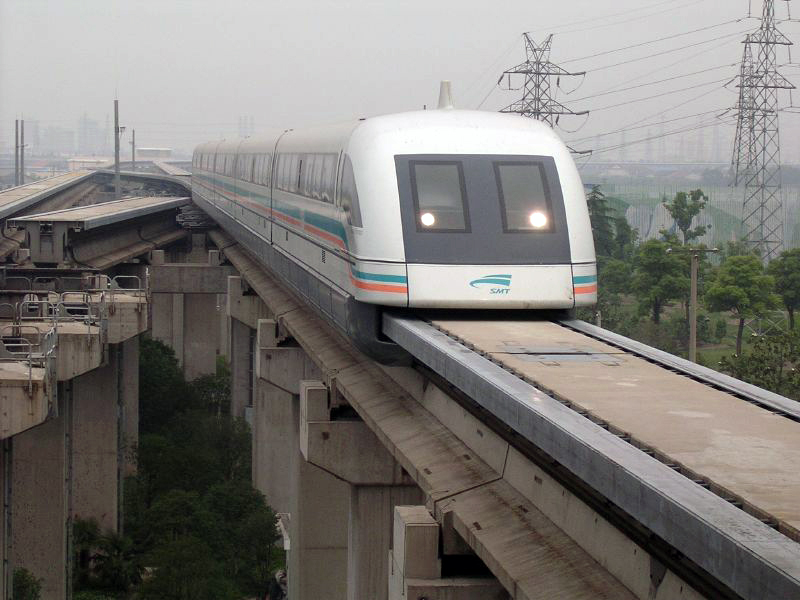
صورة لقطار شانغهاي المغناطيسي المعلق في الصين

عندما يكون لدينا مغناطيسين ونقوم بتقريبهما من بعض فإننا نلاحظ أنهما إما أن يتجاذبان (اختلاف الأقطاب جنوبي شمالي أو شمالي جنوبي) أو يتنافران (تماثل الأقطاب جنوبي جنوبي أو شمالي شمالي)، والتفسير لهذه الظاهرة هو أن كل مغناطيس يولد مجال مغناطيسي فيأثر به على الآخر، وبهذا نستطيع تعليق الأشياء.
تم تطوير وتصنيع هذا القطار بشكل أساسي في ألمانيا واليابان.
إن أي قطار مغناطيسي في العالم مصمم وفق إحدى التقنيتين:
- نظام التعليق الكهروديناميكي.
- نظام التعليق الكهرومغناطيسي.

### نظام التعليق الكهروديناميكي
نظام التعليق الكهروديناميكي (بالإنجليزية: ElectroDynamique System EDS)‏ تعتمد هذه التقنية على قوى التنافر المتولدة بين مجالين مغناطيسيين يملكان نفس الشحنة لرفع القطار فوق سكة الحديد، حيث تكون هناك مغناطيسات قوية مثبته في أسفل القطار تعمل على توليد أحد المجالات المغناطيسية والمجال الثاني يعمل على توليده مجموعة لفائف أسلاك من موصلات فائقة التوصيل تكون مثبته على جدران سكة الحديد الخاصة به. ولارتفاع درجة حرارة الموصلات تأثرا بالتيار الكهربائي فإنه يتم وضعها في أوعية من النيتروجين السائل (درجة تجمد النيتروجين السائل في الظروف القياسية هي -210 ْم).
بالنسبة لهذه التقنية، حينما يكون القطار يسير بسرعة منخفضة فإن التيار الناتج وتدفق الشحنات الكهربائية في اللفائف لا يكون كافيا لجعل القطار يسير في ارتفاع ثابت ولهذا السبب عمد مصممو القطار على تدعيمه بعجلات من الأسفل تساعده في الحفاظ على ثباته حتى يصل إلى السرعة التي تضمن سيره بثبات، ولكي يتحرك القطار فإنه يتم تدعيم اللفائف المعدنية المثبتة على جدران السكة بقوة متولدة من مجال مغناطيسي منفصل تأثر على المغناطيسات المثبتة أسفل القطار وتعمل على تحريكه والتحكم في سرعته.

### نظام التعليق الكهرومغناطيسي
نظام التعليق الكهرومغناطيسي(بالإنجليزية: ElectroMagnétique System  (EMS))‏
هذه التقنية تعتمد على قوى التجاذب المغناطيسي، حيث تم لف الجزء السفلي من القطار والمحتوي على مغناطيسات تحت طرفي سكة الحديد، فتقوم المجالات المغناطيسية المتولدة برفع القطار عن السكة مسافة 15 ملم تقريبا مما يساعده على الحركة بسهولة، وتم دعم القطارات التي تستخدم هذه التقنية ببطاريات ذات قوة عالية تساعدها على البقاء في الهواء في حال فُقدت الطاقة على سكة الحديد حتى يتوقف بسلام.

## نماذج
1- سلسلة قطارات (MLX01)
هي قطارات يابانية الصنع تعمل بنظام التعليق الكهروديناميكي (EDS)، وهي مكونة من خمس عربات تسير على خط اختبار ياناماشي الذي تم افتتاحه في سنة 1993 في مقاطعة ياناماشي.
تم الانتهاء من صنع هذه القطارات ما بين سنة 1993 و 2002، وهو يتسع ل 78 شخص، وقد سجل أعلى سرعة للقطارات المغناطيسية والتي بلغت 581 كم \ ساعة.
هناك تصميمين لقطارات ياناماشي :
1-وتد الهواء.
2-الطرف المستدق.
2- سلسلة قطارات (MLX 01-901)
وتم تصميمها بهذا الشكل حتى يتم التقليل من مقاومة الهواء أثناء السير بسرعات عالية، ولكي يتوقف هذا القطار فقد تم تزويده بمكابح هوائية وهي عبارة عن قطع متحركة في أعلى القطار يمكن تحريكها للأعلى لتكون معرضة لمقاومة الهواء التي تساعد على تقليل سرعة القطار ومن ثم التوقف.

## التطور التاريخي
•	في سنة 1914 كانت ولادة القطار المغناطيسي، حيث قام المخترع ايميلي باشليت (فرنسي الاصل المولود في أمريكا) بكشف الستار عن فكرة القطار المغناطيسي وعرض نموذج مصغر لطريقة عمله.
•	في سنة 1943 نال المخترع الألماني هرمان كمبر براءة اختراع لاختراعه إحدى تقنيات القطار المغناطيسي.
•	في سنة 1966 قام العالمان جيمس باول وقوردن دامبي بعرض أول نظام عملي لهذا القطار باستخدام موصلات فائقة التوصيل.
•	أول مسار للاختبار شُيّد في مقاطعة ميزاكي، اليابان في سنة 1975 واستغرق سنتين ليتم بناءه وكان بطول 7 كم. وبعد ثلاثة أشهر تمت فيه أول تجربة باستخدام القطار ML 500
•	في سنة 1979 تم اختبار الجيل الجديد من القطارات والمسمى ML 500 R في اليابان وقد سجل سرعة 517 كم \ساعة، وهو أول من سجل سرعة أعلى من 500 كم \ ساعة.
في سنة 1996 سجل القطار الألماني TR 07أعلى سرعة لقطار مغناطيسي في ألمانيا والتي بلغت 450 كم \ساعة.
•	في سنة 2003 تم تسجيل أعلى سرعة حتى الآن والتي بلغت 581 كم\ساعة باستخدام القطار الياباني MLX 01
- 21 أبريل 2015 – سجّل قطار جي آر ماغليف الياباني سرعة مقدارها 603 كيلومتر في الساعة، محطماً بذلك الرقم القياسي العالمي كأسرع قطار في العالم.

## أفق ومستقبل القطار المغناطيسي
بالرغم من أن القطار المغناطيسي يعتبر من أفضل وسائل النقل من حيث السرعة والهدوء والأمان إلا أنه لم ينتشر في مدن العالم، ويرجع السبب في ذلك لثمنه الباهظ، حيث تصل التكلفة الإجمالية لعمل مثل هذا القطار إلى أكثر من مليار دولار أمريكي، بالإضافة إلى كون القطارات الكهربائية المتطورة قد تفي بالغرض، حيث أنها ذات سرعات مقاربة لسرعة القطار المغناطيسي ولكن بتكلفة أقل بكثير جدا من القطار المغناطيسي.

## اقرأ أيضاً
- قطار شانغهاي المغناطيسي المعلق
- جي آر ماغليف